# Marisol Escobar
Marisol Escobar (Paris, 22 de Maio de 1930), é uma escultora francesa, identificada com a Pop Art.
Marisol, filha de pais venezuelanos, fez os primeiros trabalhos em terracota.

## Obras
- Woman and a dog (1964)[1]
- The party (1965-1966)[1]